# Saropogon tassilaensis
Saropogon tassilaensis är en tvåvingeart som beskrevs av Seguy 1953. Saropogon tassilaensis ingår i släktet Saropogon och familjen rovflugor. Inga underarter finns listade i Catalogue of Life.